# Буртунай
Буртуна́й — село в Казбековском районе Дагестана.
Образует муниципальное образование село Буртунай со статусом сельского поселения как единственный населённый пункт в его составе.

## География
Расположено на автомобильной дороге республиканского значения Хасавюрт—Ботлих на юге от села Дылым у подножья Кавказского хребта. На западе граничит с селением Алмак. Расположено между верховьями рек Алмактар и Жарлинкортар.

## История
с. Буртунай основан переселенцами: из тухума «данхъал» (выходцы из селения Данух Гумбетовского района), «чанхъал» — (выходцы из селения Чанко или Анцух Ботлихского района). Происхождение тухумов «хъарал», «карчал», «гӀанхъал» неизвестно.
На нынешнее место, где находится с. Буртунай переселились в 1857 году, когда рядом с селением построили крепость «Удачное». Это было третье переселение буртунайцев. На военной карте 1899 года отмечены «Б. Укр. Удачное» и «Удачное» на территории нынешнего Гумбетовского района.

## Тухумы
Буртунайские тухумы:
- авар. Ахъаилал,
- авар. Чанхъал,
- авар. Чубалал,
- авар. ЧӀилтӀал,
- авар. Жударисел,
- авар. Ансал,
- авар. Карчал,
- авар. Хьиддал,
- авар. Хонхал,
- авар. БагӀарилал,
- авар. Лъагьзадерилал[7].

## Население
| 1889  | 1926  | 1939  | 1959  | 1970  | 1989  | 2002  |
| ----- | ----- | ----- | ----- | ----- | ----- | ----- |
| 921   | ↗2210 | ↘1849 | ↘1776 | ↗2504 | ↗3795 | ↘3749 |
| 2010  | 2012  | 2013  | 2014  | 2015  | 2016  | 2017  |
| ↗4035 | ↗4081 | ↗4139 | ↗4147 | ↗4226 | ↗4289 | ↗4348 |
| 2018  | 2019  | 2020  | 2021  | 2023  | 2024  | 2025  |
| ↗4418 | ↗4484 | ↗4542 | ↗4743 | ↗4778 | ↗4786 | ↗4826 |

Национальный состав
По данным Всесоюзной переписи населения 1926 года:
| № | Национальность | Численность, чел. | Доля   |
| - | -------------- | ----------------- | ------ |
| 1 | аварцы         | 2209              | 99,9 % |

По данным Всероссийской переписи населения 2010 года:
| № | Национальность | Численность, чел. | Доля   |
| - | -------------- | ----------------- | ------ |
| 1 | аварцы         | 4008              | 99,3 % |
| 2 | другие         | 27                | 0,7 %  |

## Инфраструктура
- Муниципальная средняя общеобразовательная школа
- Муниципальная начальная школа
- Дом культуры
- Библиотека
- Ясли-сад
- Амбулатория
- СПК им. Хасаева и Касумова
- ЖКХ[29].

## Известные уроженцы
- Гаирбек Буртунайский

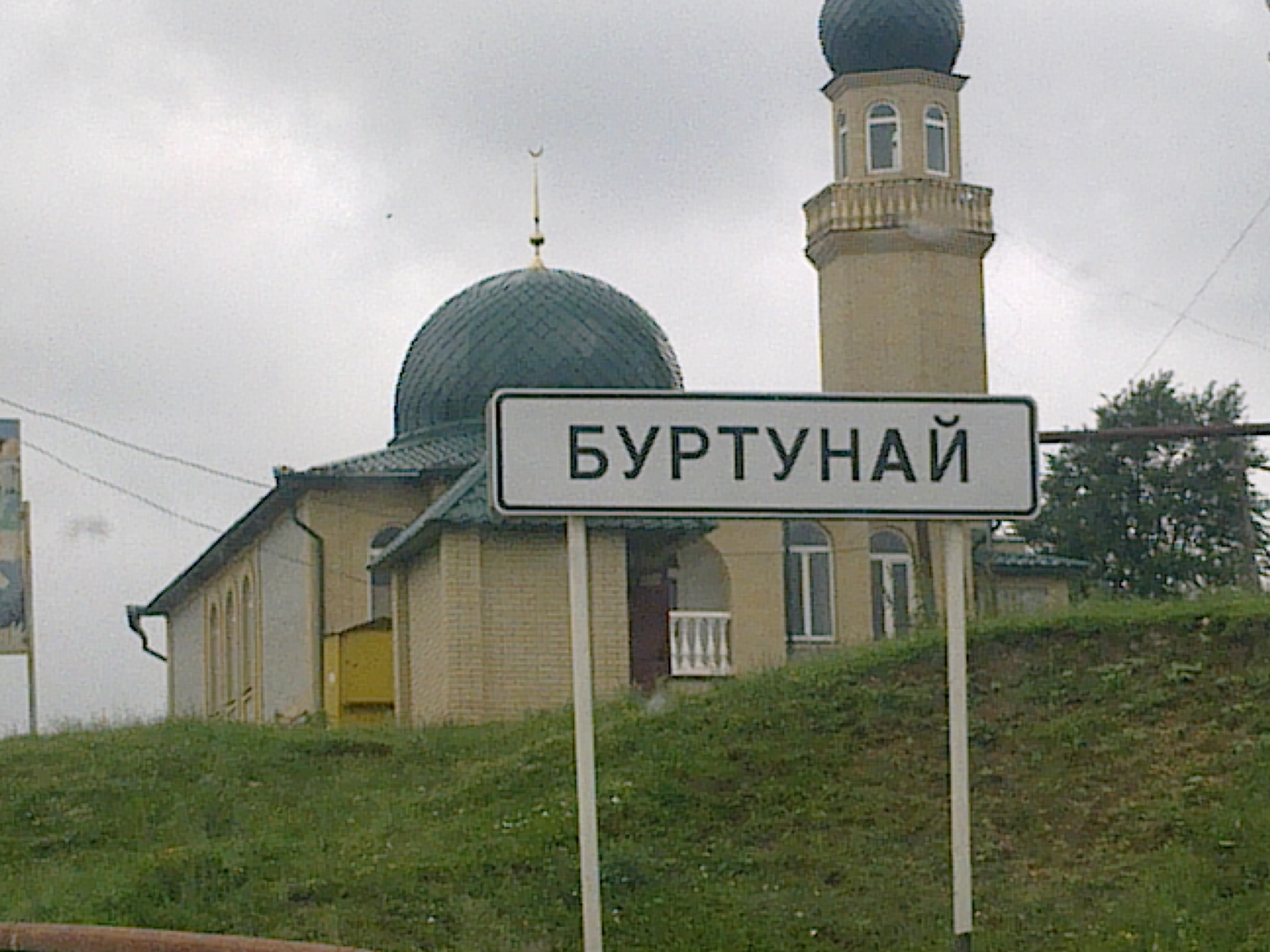
Въезд в село
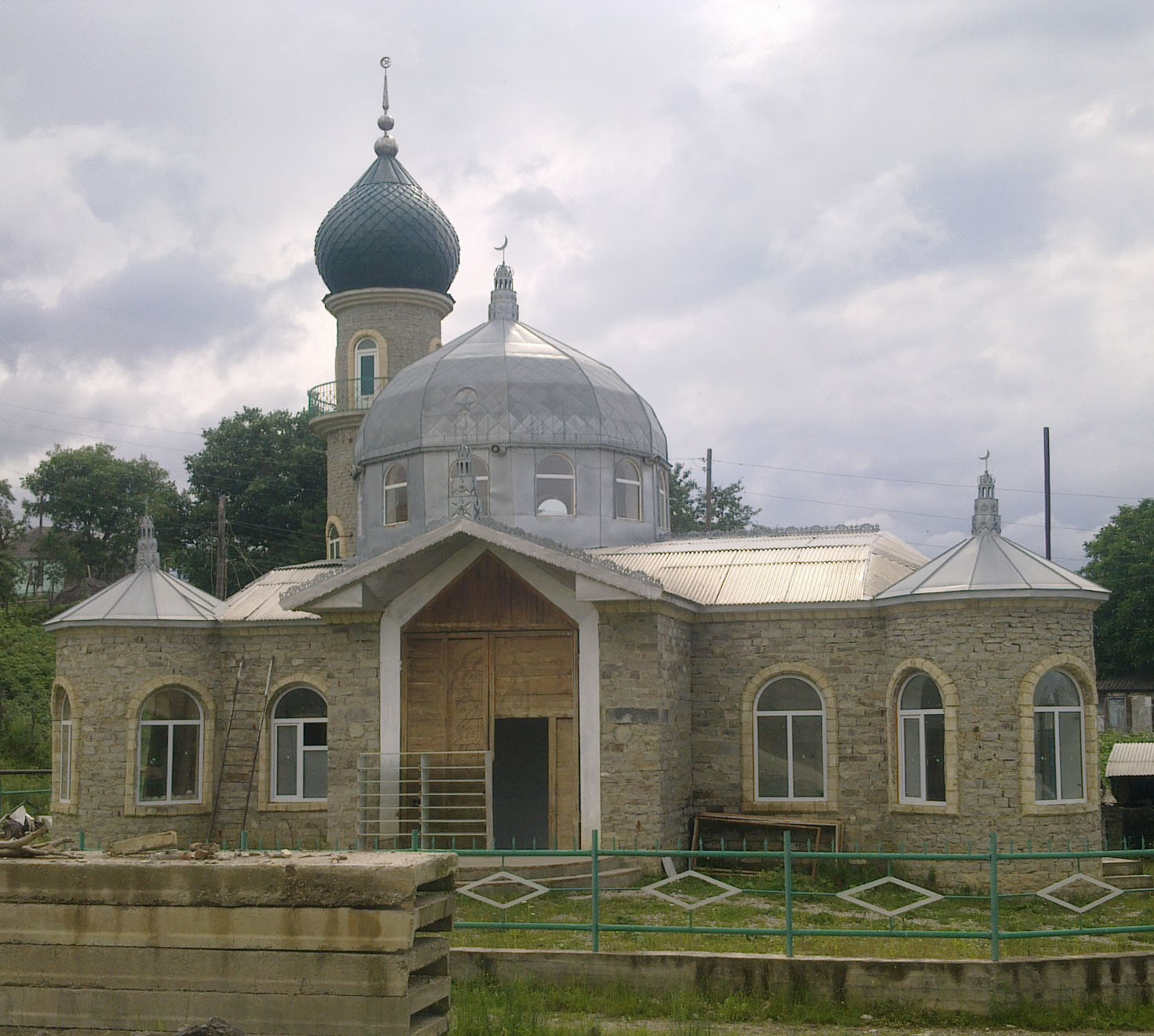
Мечеть